# Flughafen Multan

i7
i11
i13
Der Flughafen Multan (urdu: مُلتان بین الاقوامی ہوائی اڈہ) ist ein pakistanischer Flughafen in Multan, einer Großstadt in der Provinz Punjab.

## Geschichte
Bereits zu Zeiten des Britischen Weltreiches nutzte die Royal Air Force den Flughafen als Zugang zur Region. 1934 nahm Imperial Airways die ersten kommerziellen Passagierflüge nach Multan auf. Im Jahr 1963 wurde die Landebahn erstmals asphaltiert. 1971 wurde die Landebahn verlängert, um das Abfertigen größerer Flugzeuge zu ermöglichen. Das Terminalgebäude wurde 1977 erweitert. In den 1980er-Jahren erfolgte ein erneuter Ausbau der Landebahn. 1999 wurde der erste internationale Linienflug aufgenommen. Nach der Jahrtausendwende erfolgten erneute Landebahn- und Terminalausbauten.

## Fluggesellschaften und Ziele
Folgende Airlines fliegen den Flughafen regelmäßig an:
- Pakistan International Airlines (PIA)
- SalamAir
- Flydubai
- Gulf Air
- Air Arabia
- Saudia
- Airblue

Vom Flughafen Multan aus werden pakistanische Ziele und Destinationen im Nahen Osten bedient.

## Zwischenfälle
- Am 10. Juli 2006 stürzte eine Fokker F-27-200 Friendship der Pakistan International Airlines (Luftfahrzeugkennzeichen AP-BAL) kurz nach dem Start vom Flughafen Multan ab. Alle 45 Personen an Bord kamen ums Leben. Der Kapitän hatte den Start trotz eines Triebwerksschadens noch während des Startlaufs fortgesetzt; es kam zum Strömungsabriss. Der Triebwerksschaden selbst war durch Wartungsfehler verursacht worden.[5]